# Ichthyaetus
Genre
Ichthyaetus est un genre d'oiseaux de la famille des Laridae.

## Liste d'espèces
D'après la classification de référence (version 14.1, 2024) de l'Union internationale des ornithologues, il y a 6 espèces du genre Ichthyaetus (ordre philogénique) :
- Ichthyaetus ichthyaetus (Pallas, 1773) – Goéland ichthyaète ;
- Ichthyaetus relictus (Lönnberg, 1931) – Mouette relique ;
- Ichthyaetus audouinii (Payraudeau, 1826) – Goéland d'Audouin ;
- Ichthyaetus melanocephalus (Temminck, 1820) – Mouette mélanocéphale
- Ichthyaetus hemprichii (Bruch, 1855) – Goéland de Hemprich ;
- Ichthyaetus leucophthalmus (Temminck, 1825) – Goéland à iris blanc.